# Virtuos
Virtuos (italiensk virtuoso, egentlig mesterlig, af latin virtus, kraft, dygtighed) er en person,
som har drevet det til overlegen færdighed i udøvelsen af en eller anden kunst, særlig musikken.
Virtuositet kaldes den fremragende dygtighed og overlegne færdighed, der med lethed overvinder alle, særlig tekniske, vanskeligheder.